# KMF Leotar
Il Klub Malog Fudbala Leotar è una squadra bosniaca di calcio a 5 con sede a Trebigne, nella Repubblica Serba di Bosnia ed Erzegovina. 

## Storia
Nella stagione 2008-09 ha vinto il suo primo campionato bosniaco di calcio a 5, qualificandosi alla Coppa UEFA 2009-10.

## Rosa 2009-2010
| N. |                                 | Ruolo | Calciatore      |
| -- | ------------------------------- | ----- | --------------- |
|    | Bosnia ed Erzegovina (bandiera) | G     | Savo Andrić     |
|    | Bosnia ed Erzegovina (bandiera) | G     | Srdan Andrć     |
|    | Bosnia ed Erzegovina (bandiera) | G     | Dušan Berak     |
|    | Bosnia ed Erzegovina (bandiera) | G     | Sinisa Berdovic |
|    | Bosnia ed Erzegovina (bandiera) | G     | Djordje Cabrilo |
|    | Bosnia ed Erzegovina (bandiera) | G     | Nebojsa Kapor   |
|    | Bosnia ed Erzegovina (bandiera) | G     | Milan Kljunic   |
|    | Bosnia ed Erzegovina (bandiera) | G     | Slobodan Kokic  |
|    | Bosnia ed Erzegovina (bandiera) | G     | Rajko Komnenic  |
|    | Bosnia ed Erzegovina (bandiera) | G     | Darko Miličić   |

| N. |                                 | Ruolo | Calciatore       |
| -- | ------------------------------- | ----- | ---------------- |
|    | Bosnia ed Erzegovina (bandiera) | G     | Sinisa Mulina    |
|    | Bosnia ed Erzegovina (bandiera) | G     | Milorad Oimirot  |
|    | Bosnia ed Erzegovina (bandiera) | G     | Gojko Pivac      |
|    | Bosnia ed Erzegovina (bandiera) | G     | Goran Popovic    |
|    | Bosnia ed Erzegovina (bandiera) | G     | Srdjan Ratkovic  |
|    | Bosnia ed Erzegovina (bandiera) | G     | Minja Stevic     |
|    | Bosnia ed Erzegovina (bandiera) | G     | Srdjan Sulaver   |
|    | Bosnia ed Erzegovina (bandiera) | G     | MIljan Vico      |
|    | Bosnia ed Erzegovina (bandiera) | G     | Mitar Vukanovic  |
|    | Bosnia ed Erzegovina (bandiera) | G     | Radivoje Vukovic |

## Palmarès
- campionato bosniaco di calcio a 5: 3

2008-09, 2010-11, 2011-12